# Polycarpaea stellata
Polycarpaea stellata là loài thực vật có hoa thuộc họ Cẩm chướng. Loài này được (Willd.) DC. miêu tả khoa học đầu tiên năm 1828.